# Erechtites
Erechtites é um género botânico pertencente à família Asteraceae.

## Espécies
- Erechtites hieraciifolius (L.) Raf. ex DC. (en),[1] capiçova

- Erechtites valerianifolius, capiçova